# 新洲市社
新洲市社（越南语：／）是越南安江省下辖的一个市社。面积176.43平方公里，2018年总人口174709人。境内生产的新洲丝驰名越南国内。

## 地理
新洲市社东北接同塔省雄禦縣，东南接富新县，西北接安富县，西南接朱笃市。

## 历史
2009年8月24日，富禄社部分区域划归安富县富有社和永禄社管辖，富永社部分区域划归富新县富隆社管辖，黎政社部分区域划归富新县富协社管辖，富新县隆山社划归新洲县管辖，富新县富协社部分区域划归新洲县洲丰社管辖，富新县富隆社部分区域划归新洲县隆富社管辖；新洲县改制为新洲市社；新洲市镇和隆山社析置隆盛坊，新洲市镇析置隆兴坊，新洲市镇和隆安社析置隆洲坊，隆山社改制为隆山坊，隆富社改制为隆富坊。
2019年12月19日，新洲市社被评定为三级城市。

## 行政区划
新洲市社下辖5坊9社，市社人民委员会位于隆兴坊。
- 隆洲坊（Phường Long Châu）
- 隆兴坊（Phường Long Hưng）
- 隆富坊（Phường Long Phú）
- 隆山坊（Phường Long Sơn）
- 隆盛坊（Phường Long Thạnh）
- 洲丰社（Xã Châu Phong）
- 黎政社（Xã Lê Chánh）
- 隆安社（Xã Long An）
- 富禄社（Xã Phú Lộc）
- 富永社（Xã Phú Vĩnh）
- 新安社（Xã Tân An）
- 新盛社（Xã Tân Thạnh）
- 永和社（Xã Vĩnh Hòa）
- 永昌社（Xã Vĩnh Xương）